# 三重県道550号豊津上野停車場線
三重県道550号豊津上野停車場線（みえけんどう550ごう とよつうえのていしゃじょうせん）は、三重県津市を通る一般県道である。

## 概要
近鉄名古屋線 豊津上野駅前から津市河芸町中別保に至る。

### 路線データ
- 起点：津市河芸町中別保（近鉄名古屋線 豊津上野駅前）
- 終点：津市河芸町中別保（中別保交差点、国道23号交点）
- 総延長：286 m

## 地理

### 通過する自治体
- 津市

### 交差する道路
| 交差する道路 | 交差する場所 | 交差する場所 |
| ------------ | ------------ | ------------ |
| 国道23号     | 河芸町中別保 | 中別保交差点 |

### 交差する鉄道
- 近鉄名古屋線

### 沿線
- 近鉄名古屋線 豊津上野駅
- イオンタウン津河芸
- 河芸郵便局
- 農業屋津北店